# 1986 aux Territoires du Nord-Ouest
Chronologie des Territoires du Nord-Ouest
- 1982
- 1983
- 1984
- 1985
- 1986
- 1987
- 1988
- 1989
- 1990

Cette page concerne les événements survenus en 1986 dans le territoire canadien des Territoires du Nord-Ouest.

## Politique
- Premier ministre : Nick Sibbeston
- Commissaire :
- Législature :

## Événements
- La population du territoire est de 52 235 habitants[réf. souhaitée]